# Убрітенга
Убрітенга (фр. Oubritenga) — одна з 45 провінцій Буркіна-Фасо. Входить до складу області Центральне Плато. Адміністративний центр провінції — місто Зініарі. Площа провінції становить 2778 км².

## Населення
За даними на 2013 рік, чисельність населення провінції становила 276438 осіб.
Динаміка чисельності населення провінції по роках:
| 1996   | 1997   | 2005   | 2006   | 2013   |
| ------ | ------ | ------ | ------ | ------ |
| 197237 | 198130 | 248810 | 237290 | 276438 |

## Адміністративний поділ
В адміністративному відношенні поділяється на 7 департаментів:
- Абсуя
- Дапелого
- Лумбіла
- Негреонго
- Ургу-Манега
- Зіньяре
- Зітенга